# Everytime We Touch (sång)
Everytime We Touch är en sång inspelad med Maggie Reilly på hennes album "Echoes" 1992. Låten var en hit i Europa på 1990-talet och nådde plats #1 på listorna i många länder. Låten skrevs tillsammans med Peter Risavy.
Maggie är annars mest känd för att under 1980-talet sjungit den kvinnliga rösten i "Moonlight Shadow" med Mike Oldfield och andra Oldfield-album.

## Coverversioner
"Everytime We Touch" är utgiven endast i ett fåtal versioner; av Trixiana, Lacara och Trinity samt med dancegruppen Cascada som fick en topplistehit med låten 2006 bland annat i Sverige. Även Klara Hammarström har spelat in en version av låten som släpptes 2023. En svensk coverversion med titeln "Varje gång du ler" med svensk text av Keith Almgren spelades in av Septembers (på albumet "En dag i september") 1994 och senare av Cosmos (1997 på albumet "Jag har en dröm"). 